# Zdzisław Larski
Zdzisław Bogumił Larski (ur. 5 stycznia 1919 w Rzeszowie, zm. 15 kwietnia 2015) – polski wirusolog i immunolog, profesor nauk weterynaryjnych, nauczyciel akademicki Akademii Rolniczo-Technicznej w Olsztynie.

## Życiorys
W 1947 ukończył studia w zakresie weterynarii na Uniwersytecie Wrocławskim, w latach 1947-1949 pracował jako terenowy lekarz weterynarii w powiecie gliwickim, od 1949 pracował w placówkach podległych Państwowemu Instytutowi Weterynaryjnemu w Puławach, od 1953 kierował Pracownią Wirusologii w Gumnej k. Cieszyna. W 1958 otrzymał stopień kandydata nauk weterynaryjnych. W latach 1959–1967 był kierownikiem Pracowni Wirusologii w macierzystym instytucie, habilitował się w 1962. W latach 1967–1989 pracował w Akademii Rolniczo-Technicznej w Olsztynie, jako kierownik Katedry Mikrobiologii. W 1969 mianowany profesorem nadzwyczajnym, w 1979 otrzymał tytuł profesora zwyczajnego.
Był członkiem Komisji Wirusologii PAN (1966-1985, w tym przewodniczącym 1976-1981), Komitetu Nauk Weterynaryjnych PAN (1972-1986), Komitetu Mikrobiologii PAN (1976-1980). Od 1953 był członkiem Polskiego Towarzystwa Nauk Weterynaryjnych (od 1992 członkiem honorowym), od 1956 należał do Polskiego Towarzystwa Mikrobiologów (w 1997 został członkiem honorowym).
W swoich badaniach zajmował się wirusologią, odpornością przeciwwirusową, chemioterapią zakażeń przeciwwirusowych, badał m.in. chorobę cieszyńską świń i wirus choroby Newcastle.
Był odznaczony Krzyżem Kawalerskim (1974), Krzyżem Oficerskim (1988) i Krzyżem Komandorskim (2002) Orderu Odrodzenia Polski, Medalem Komisji Edukacji Narodowej (1981).

## Wybrane publikacje
- Choroba cieszyńska świń, Warszawa: Państwowe Wydawnictwo Rolnicze i Leśne, 1962
- Choroby zakaźne zwierząt domowych, Warszawa: Państ. Wydaw. Rolnicze i Leśne, 1980
- Diagnostyka wirusologiczna chorób zwierząt, Warszawa: Państwowe Wydaw. Rolnicze i Leśne, 1968, 1977, 1992
- Moja mała historia, Olsztyn; Szczecin: PPH Zapol Dmochowski, Sobczyk, 2005
- Przewodnik do ćwiczeń z wirusologii weterynaryjnej, Olsztyn: Wydaw. ART, 1983
- Repetytorium z immunologii ogólnej dla studentów i lekarzy weterynarii, Olsztyn: Wydaw. Uniwersytetu Warmińsko-Mazurskiego, 2001
- Veterinary virology, Warsaw: Foreign Scientific Publications Department of the National Center for Scientific, Technical and Economic Information, 1980
- Virologia para veterinarios, México: Ed. cientificas la Prensa Medica Mexicana, [1989].
- Wirusologia weterynaryjna, Warszawa: Państwowe Wydawnictwo Rolnicze i Leśne, 1965, 1975, 1982
- Zarys mikrobiologii weterynaryjnej. Podręcznik dla studentów, Warszawa 1983[3]

## Członkostwo w korporacjach naukowych
- członek Prezydium honorowy - Polska Akademia Nauk; Wydziały PAN; Wydział II Nauk Biologicznych i Rolniczych; Komitet Nauk Weterynaryjnych
- członek Prezydium honorowy - Polska Akademia Nauk; Wydziały PAN; Wydział V - Nauk Rolniczych, Leśnych i Weterynaryjnych; Komitet Nauk Weterynaryjnych
- członek honorowy - Polska Akademia Nauk; Wydziały PAN; Wydział II Nauk Biologicznych i Rolniczych; Komitet Mikrobiologii
- członek honorowy - Polska Akademia Nauk; Wydziały PAN; Wydział II Nauk Biologicznych i Rolniczych; Komitet Nauk Weterynaryjnych[4].